# 22415 Humeivey
22415 Humeivey este o planetă minoră (asteroid), cu un diametru de 2,483 km, din centura de asteroizi. A fost descoperită pe 19 octombrie 1995 la Observatorul Național Kitt Peak de Spacewatch. 
Obiectul prezintă o orbită caracterizată de o semiaxă mare de 2,4581783 UAi, o excentricitate de 0,15, o înclinație de 7,60897 ° în raport cu ecliptica.